# Hilde Röskau
Hilde Röskau (* 13. Juni 1909 in Berlin; † 18. Juli 1958 in Düsseldorf) war eine deutsche Politikerin (CDU, FDP). Sie war von 1954 bis 1958 Mitglied des Landtags von Nordrhein-Westfalen.

## Leben
Hilde Röskau besuchte das Lyzeum bis zur Obersekundareife und machte anschließend eine Ausbildung als medizinisch-technische Assistentin. 
Röskau trat 1946 in die Christlich Demokratische Union (CDU) ein. Sie wurde Vorstandsmitglied des Bundesvertriebenenausschusses der CDU und Mitglied des Bundesparteiausschusses. 
Sie war ab 1947 Vorsitzende der Landsmannschaft Danzig-Westpreußen-Posen und Mitglied des Vorstands des Zentralverbandes vertriebener Deutscher. Im Bund der Danziger war sie Bundesvorstandsmitglied und ab 1952 Ehrenvorsitzende.
Röskau zog am 10. Mai 1954 kurz vor Ende der zweiten Wahlperiode als Nachrückerin in den nordrhein-westfälischen Landtag ein. In der dritten Wahlperiode wurde sie über die Landesliste der CDU in den Landtag gewählt. Am 16. April 1956 trat von der CDU- zur FDP-Landtagsfraktion über und wurde Mitglied der Freien Demokratischen Partei. Sie war Landtagsabgeordnete vom 10. Mai 1954 bis zum 12. Juli 1958.